# Ƕ
Ƕ [ƕair] eller [hwair] (gemenform: ƕ) är namnet på bokstaven 𐍈 i det gotiska alfabetet där den representerar ljudet tonlös labiovelar frikativa (/ʍ/). Det är också namnet på en speciell latinsk bokstav, en ligatur av h och v, som används vid translitterering av gotiska.
Motsvarande språkljud skrivs i fornengelska och fornhögtyska som hw och i nutida engelska som wh.